# Callidium scutellare
Callidium scutellare là một loài bọ cánh cứng trong họ Cerambycidae.